# Dansk Film-Avis nr. 682 A
Dansk Film-Avis nr. 682 A er en dansk Ugerevy med dokumentariske optagelser fra 1944. Filmene blev produceret af UFA film A/S, der var ejet af det tyske UFA, der var ejet af den tyske stat.
Den dansk producerede Dansk Film-Avis var en nazistisk ugerevy og udkom i årene 1941-1945. Den bestod typisk af tre dele: dansk stof, optaget af danske kameramænd, tysk stof fra Tyskland og reportager fra fronten, produceret af Deutsche Wochenschau.

## Handling
1. Kaproning i A Coruña i Spanien overværes af general Franco, som også overrækker pokal til vinderbåden.

2. Fra Tokyo: Den japanske ungdom opdrages til krig.

3. Tysk pigegymnastik.

4. Drengekoret Kreuz-koret i Dresden synger gamle kirkesange.

5. Tyske tropper forlader Finland efter kapitulationen. Tusindvis af finnere flygter mod den svenske grænse.

6. Kamphandlinger fra Østfronten.